# 1re cérémonie des Streamys
La 1re cérémonie des Streamy Awards s'est déroulée le 28 mars 2009 au théâtre Wadsworth à Los Angeles, en Californie. Plus de 1 300 personnes étaient présentes dans l'audience. La cérémonie était retransmise en direct sur Internet.

## Palmarès
Les nominations avaient été annoncés le 14 mars par Justine Ezarik. Les gagnants quant à eux ont été annoncés lors de la cérémonie du 28 mars 2009, au théâtre Wadsworth. La cérémonie des Craft Awards avait eu lieu 2 jours plus tôt (le 24 mars) à Los Angeles.
| Programmation | Programmation |
| Meilleure web-série de comédie | Meilleure web-série dramatique |
| --- | --- |
| - The Guild (MSN) - Childrens' Hospital - Dr. Horrible's Sing-Along Blog - Onion News Network - You Suck at Photoshop | - Battlestar Galactica: The Face of the Enemy (SyFy) - 2009: A True Story - After Judgment - Gemini Division (NBCU) - Sorority Forever (TheWB.com) |
| Web-série la mieux hébergée | Meilleure web-série de réalité ou documentaire |
| - EPIC FU - Boing Boing TV (DECA) - Diggnation (Revision3) - Project Lore (DECA) - Wine Library TV | - The Shatner Project - Amtrekker - Lo-Fi St. Louis (ABC) - The Mortified Shoebox Show - Penn Says |
| Meilleure web-série d'actualités ou de politique | Choix du public pour la meilleure web-série |
| - Alive in Baghdad - MobLogic - Monkey News Source - Rocketboom (Crackle) - Talking Points Memo TV | - Dr. Horrible's Sing-Along Blog - After Judgment - Dorm Life - The Guild - The Hayley Project - The Legend of Neil - Project Lore - The Shatner Project - Tiki Bar TV - The Wingmen |
| Réalisation | |
| Meilleure réalisation pour une web-série de comédie | Meilleure réalisation pour une web-série dramatique |
| - Joss Whedon pour la réalisation de Dr. Horrible's Sing-Along Blog - Casey Casseday et Geoff Bunch pour la réalisation de Casanovas - Sean Becker pour la réalisation de The Guild - Sandeep Parikh pour la réalisation de The Legend of Neil - Joshua Sternin et Jeffrey Ventimilia pour la réalisation de Overkill: A Love Story                                              | - Blake Calhoun pour la réalisation de Pink - Michael Davies pour la réalisation de After Judgment - Jesse Petrick pour la réalisation de Heathens - Douglas Cheney, Chris Hempel, Chris McCaleb et Ryan Wise pour la réalisation de Sorority Forever - Mary Feuer pour la réalisation de With the Angels |
| Écriture | |
| Meilleur scénario pour une web-série de comédie | Meilleur scénario pour une web-série dramatique |
| - Maurissa Tancharoen, Jed Whedon, Joss Whedon, and Zack Whedon pour l'écriture de Dr. Horrible's Sing-Along Blog - Yuri Baranovsky and Vlad Baranovsky pour l'écriture de Break a Leg - Rob Corddry and Jonathan Stern pour l'écriture de Childrens' Hospital - Felicia Day pour l'écriture de The Guild - Matt Bledsoe and Troy Hitch pour l'écriture de You Suck at Photoshop | - Jane Espenson, Seamus Kevin Fahey, Ronald D. Moore pour l'écriture de Battlestar Galactica: The Face of the Enemy - Michael Davies pour l'écriture de After Judgment - Andrew Black, Lawrence Frank, Brent Friedman, Joshua Stern et Jacqueline Zambrano pour l'écriture de Gemini Division - Chris Hempel, Chris McCaleb et Ryan Wise pour l'écriture de Sorority Forever - Mary Feuer pour l'écriture de With the Angels |
| Interprétation | |
| Meilleur acteur dans une web-série de comédie | Meilleure actrice dans une web-série de comédie |
| - Neil Patrick Harris - (Dr. Horrible's Sing-Along Blog) - Amir Blumenfeld — (Jake & Amir) - Rob Corddry — (Childrens' Hospital) - Nathan Fillion — (Dr. Horrible's Sing-Along Blog) - Sandeep Parikh — (The Guild) | - Felicia Day - (The Guild) - Lisa Kudrow — (Web Therapy) - Megan Mullally — (Childrens' Hospital) - Kristen Schaal — (Horrible People) - Taryn Southern — (Private High Musical) |
| Meilleur acteur dans une web-série dramatique | Meilleure actrice dans une web-série dramatique |
| - Alessandro Juliani - (Battlestar Galactica: The Face of the Enemy) - Joel Bryant — (After Judgment) - Justin Hartley — (Gemini Division) - Seth Mendelson — (Take Me Back) - Christopher Stapleton — (30 Days of Night: Dust to Dust) | - Rosario Dawson - (Gemini Division) - Taryn O'Neill — (After Judgment) - Rachel Risen — (The Hayley Project) - Jessica Lee Rose — (Sorority Forever) - Tara Rushton — (KateModern) |
| Meilleure distribution dans une web-série | Meilleur artiste invité dans une web-série |
| - The Guild - All's Faire - Childrens' Hospital - Dorm Life - Horrible People | - Paul Rudd - (Wainy Days) - Fernando Chien — (The Guild) - Felicia Day — (The Legend of Neil) - Eva Longoria Parker — (Childrens' Hospital) - Tay Zonday — (Nite Fite) |
| Meilleur animateur d'une web-série | |
| - Alex Albrecht - (Project Lore) - Xeni Jardin — (Boing Boing TV) - Kevin Rose — (Diggnation) - Zadi Diaz — (EPIC FU) - Gary Vaynerchuck — (Wine Library TV) | |
| Craft Awards | |
| Meilleur montage | Meilleure cinématographie |
| - Lisa Lassek pour le montage de Dr. Horrible's Sing-Along Blog - Erik Beck pour le montage de Backyard FX - Sean Becker pour le montage de The Guild - Amir Blumenfeld et Jake Hurwitz pour le montage de Jake & Amir - Jeff Macpherson pour le montage de Tiki Bar TV | - Ryan Green pour la cinématographie dans Dr. Horrible's Sing-Along Blog - Jack Ferry pour la cinématographie dans The All-For-Nots - Christopher Preksta pour la cinématographie dans Captain Blasto - Richard E. Stark pour la cinématographie dans The Legend of Neil - Alan LeFevre pour la cinématographie dans Pink (web series)\|Pink                                                                                 |
| Meilleure direction artistique | Meilleurs effets visuels |
| - Kim Bailey pour la direction artistique de Tiki Bar TV - Christopher Preksta pour la direction artistique de Captain Blasto - Alethea Root pour la direction artistique de Dr. Horrible's Sing-Along Blog - Pogo Saito pour la direction artistique de Gorgeous Tiny Chicken Machine Show - Leah Mann pour la direction artistique de The Guild                                | - Erik Beck pour les effets visuels dans Backyard FX - Nicholas Onstad and Jesse Siglow pour les effets visuels dans Dr. Horrible's Sing-Along Blog - Doug Luberts pour les effets visuels dans The Guild - Oliver Smyth pour les effets visuels dans Kirill"" - Sevan Najarian pour les effets visuels dans The Pop |
| Meilleure animation dans une web-série | Meilleure trame sonore originale |
| - The Meth Minute 39 - Happy Tree Friends - Homestar Runner - Stickman Exodus - Zero Punctuation | - Jed Whedon pour Dr. Horrible's Sing-Along Blog - Kathleen Grace et Thom Woodley pour The All-For-Nots - Thom Woodley pour All's Faire - Bear McCreary pour Battlestar Galactica: The Face of the Enemy - Eanan Patterson and Don Schiff pour The Guild |
| Meilleure intégration de publicités dans une web-série | Meilleure conception artistique pour une web-série |
| - Back on Topps - (Skype) - The All-For-Nots - (Dodge Nitro) - Blah Girls - (Vitamin Water) - Gemini Division - (Windows Mobile and Cisco Systems) - Whatever Hollywood - (PopChips) | - You Suck at Photoshop - Red vs. Blue: Reconstruction - Stephen King's N - The Ten Commandments - Wreck & Salvage |